# Gouvernement Díaz Ayuso I
 Communauté de Madrid
Garrido Díaz Ayuso II
Le gouvernement Díaz Ayuso I est le gouvernement de la communauté de Madrid entre le 20 août 2019 et le 21 juin 2021, sous la XIe législature de l'Assemblée de Madrid. Il est présidé par Isabel Díaz Ayuso.

## Historique
Dirigé par la nouvelle présidente Isabel Díaz Ayuso, ce gouvernement est constitué d'une coalition allant du centre droit à la droite entre le Parti populaire de la communauté de Madrid (PPCM) et Ciudadanos. Ensemble, ils disposent de 42,4 % des sièges de l'Assemblée de Madrid. Le gouvernement bénéficie de l'appui externe de Vox. Le gouvernement prend ses fonctions le 20 août 2019.
Il est formé à la suite des élections régionales du 26 mai 2019 qui voient la victoire et le maintien du Parti socialiste de la communauté de Madrid, le recul du Parti populaire et de Podemos, la montée de Ciudadanos ainsi que l'irruption de Más Madrid et Vox au parlement régional.

## Composition

### Initiale
| Fonction                                                                        | Titulaire | Titulaire                                                                   | Parti |
| ------------------------------------------------------------------------------- | --------- | --------------------------------------------------------------------------- | ----- |
| Présidente                                                                      |           | Isabel Natividad Díaz Ayuso                                                 | PPCM  |
| Vice-président, porte-parole Conseiller aux Sports et à la Transparence         |           | Ignacio Jesús Aguado Crespo                                                 | Cs    |
| Conseillère à la Présidence                                                     |           | María Eugenia Carballedo Berlanga                                           | PPCM  |
| Conseiller à la Justice, à l'Intérieur et aux Victimes du terrorisme            |           | Enrique López López                                                         | PPCM  |
| Conseiller aux Finances et à la Fonction publique                               |           | Javier Fernández-Lasquetty y Blanc                                          | PPCM  |
| Conseiller à l'Économie, à l'Emploi et à la Compétitivité                       |           | Manuel Giménez Rasero                                                       | Cs    |
| Conseiller au Logement et à l'Administration locale                             |           | David Pérez García                                                          | PPCM  |
| Conseillère à l'Environnement, à l'Aménagement du territoire et à la Durabilité |           | Paloma Martín Martín                                                        | PPCM  |
| Conseiller à la Santé                                                           |           | Enrique Ruiz Escudero                                                       | PPCM  |
| Conseiller aux Politiques sociales, aux Familles, à l'Égalité et à la Natalité  |           | Alberto Reyero Zubiri (jusqu'au 06/10/2020) Francisco Javier Luengo Vicente | Cs    |
| Conseiller aux Transports, à la Mobilité et aux Infrastructures                 |           | Ángel Garrido García                                                        | Cs    |
| Conseiller à l'Éducation et à la Jeunesse                                       |           | Enrique Matías Ossorio Crespo                                               | PPCM  |
| Conseiller à la Science, à l'Enseignement supérieur et à la Recherche           |           | Eduardo Sicilia Cavanillas                                                  | Cs    |
| Conseillère à la Culture et au Tourisme                                         |           | María Marta Rivera de la Cruz                                               | Cs    |

### Remaniement du11 mars 2021
| Fonction | Titulaire | Titulaire                          | Parti |
| --- | --------- | ---------------------------------- | ----- |
| Présidente |           | Isabel Natividad Díaz Ayuso        | PPCM  |
| Conseillère à la Présidence Conseillère aux Sports et à la Transparence (a.i.) |           | María Eugenia Carballedo Berlanga  | PPCM  |
| Conseiller à la Justice, à l'Intérieur et aux Victimes du terrorisme |           | Enrique López López                | PPCM  |
| Conseiller aux Finances et à la Fonction publique Conseiller à l'Économie, à l'Emploi et à la Compétitivité (a.i.)                                                                       |           | Javier Fernández-Lasquetty y Blanc | PPCM  |
| Conseiller au Logement et à l'Administration locale Conseiller aux Transports, à la Mobilité et aux Infrastructures (a.i.)                                                               |           | David Pérez García                 | PPCM  |
| Conseillère à l'Environnement, à l'Aménagement du territoire et à la Durabilité |           | Paloma Martín Martín               | PPCM  |
| Conseiller à la Santé Conseiller aux Politiques sociales, aux Familles, à l'Égalité et à la Natalité (a.i.)                                                                              |           | Enrique Ruiz Escudero              | PPCM  |
| Conseiller à l'Éducation et à la Jeunesse Conseiller à la Science, à l'Enseignement supérieur et à la Recherche (a.i.) Conseiller à la Culture et au Tourisme (a.i.) Porte-parole (a.i.) |           | Enrique Matías Ossorio Crespo      | PPCM  |